# جريدة المحور (الجزائر)
المحور جريدة جزائرية أسسها الصحافي ايدير دحماني في صيف 2010. صدر العدد الأول في الأسبوع الأول من شهر جويلية بحوار مع المؤرخ الفرنسي دو الأصول اليهودية بنيامين ستورا.
يضم فريق المحور عدد من الصحفيين الذين اشتغلوا في عناوين وطنية معروفة واثبتوا جدارتهم في الثلاثية التي تعتمدها أي صحيفة ناجحة وهي التحقيق والروبورتاج و الحوار. كما يعمل بالجريدة صحافيون تخرجوا جديدا من الجامعة.
جريدة المحور الجزائرية شاملة متخصصه في الإعلام الاستقصائي الميداني لاسيما في التحقيقات والحوارات و الروبورتاجات. اهتمت ومنذ العدد الأول بطبقة العمال ومشاغلهم و وضعية النساء ووضع المدرسة الجزائرية والجامعة كما أعطت مساحة مهمة في تغطياتها للوضع الاقتصادي بصفة عامة ومطالب المؤسسات الاقتصادية. أولت المحور كذلك أهمية بالغة للمنطقة المغاربية بحيث انها كانت السباقة في تغطية احدثا سيدي بوزيد والتي تحولت إلى ثورة في تونس ثم تحولت الثورة إلى ربيع في المنطقة العربية. المحور تابعت وبأهمية بالغة الوضع في المغرب وليبيا و موريطانيا كما ركزت على ما يحدث أو ما لا يحدث في الجزائر . فقد حاورت عن طريق مبعوثتها الخاصة إلى الدوحة الأمين العام للأمم المتحدة بان كي مون الذي تحدثت مطولا عن وضع الربيع العربي وإصلاحات الرئيس بوتفليقة في الجزائر.

## الموقع
- موقع الصحيفة